# Sen św. Hieronima
Sen św. Hieronima lub Biczowanie Chrystusa (wł. Flagellazione di Cristo) – obraz namalowany przez renesansowego włoskiego artystę Piera della Francesca, prawdopodobnie pomiędzy rokiem 1445 a 1460. Znajduje się w zbiorach Galeria Nazionale delle Marche w Urbino.
Obraz został zamówiony przez rodzinę Montefeltro. Źródła nie są zgodne co do daty jego powstania. Jest powszechnie znany jako Biczowanie lub Biczowanie Chrystusa, głównie ze względu na scenę na drugim planie, która przedstawia półnagiego mężczyznę przywiązanego do kolumny i biczowanego przez trzy inne postaci. Scenie przygląda się sędzia, zwyczajowo utożsamiany z rzymskim prefektem Judei, Poncjuszem Piłatem, który skazał Chrystusa. Nad postacią biczowanego mężczyzny znajduje się posążek starożytnego bóstwa, który wraz z inspirowaną antykiem architekturą nasuwa skojarzenie ze starożytną pogańską świątynią. Kasetony na suficie oraz geometryczne wzory na posadzce doskonale podkreślają perspektywę obrazu. Sygnatura artysty jest widoczna na jednym ze stopni poniżej siedzącego sędziego.
Trzy postaci widoczne na pierwszym planie zdają się w ogóle nie nawiązywać do sceny biczowania. Zainspirowało to wiele różnych interpretacji obrazu.
Według jednej z interpretacji obraz ukazuje obojętność ludzi wobec cierpienia.
Historyk sztuki John Pope-Hennessy w książce The Piero della Francesca Trail zaproponował zupełnie inne odczytanie dzieła. Według niego biczowana postać ma być Hieronimem ze Strydonu, świętym Kościoła katolickiego i jednym z Ojców Kościoła. Był to człowiek uczony, świetnie znający dzieła starożytnych pisarzy, m.in. Cycerona, Horacego i Wergiliusza. W jednym ze swoich listów Hieronim wspomina o śnie, w którym został postawiony przed oblicze sędziego, który zapytał go, czy jest chrześcijaninem. Gdy Hieronim odpowiedział twierdząco, zarzucono mu kłamstwo i skazano na biczowanie. Hieronim obiecał, że już nigdy nie spojrzy na pogańskie dzieła.
Piero della Francesca świadomy był napięcia pomiędzy chrześcijaństwem a pogańską literaturą, która wywarła wpływ na twórczość Hieronima. Pisane we wzorcowej łacinie teksty Cycerona fascynowały również ludzi renesansu i wzbudzały liczne dyskusje wśród współczesnych malarzowi.
Niektórzy z kolei dopatrują się w obrazie Francesca alegorii aktualnych wydarzeń politycznych, związanych z upadkiem Konstantynopola w 1453 roku. Siedzący mężczyzna miałby być bizantyjskim cesarzem, biczowany Chrystus cierpiącym z rąk Turków Kościołem, a trzy postacie na pierwszym planie bliżej nieznanymi osobami z otoczenia papieża Piusa II, który planował zorganizowanie krucjaty w celu wyzwolenia Konstantynopola.